# Megalosauroider
Megalosauroider var en superfamilj av tetanurer som levde från mellersta jura till yngre krita. 

## Systematik
Namnet Spinosauroidea används ibland i stället för Megalosauroidea. Superfamiljen Spinosauroidea namngavs år 1915 av Ernst Stromer. Det är en yngre synonym till Megalosauroidea om Megalosaurus finns inom kladen Spinosauroidea, vilket i detta fall alla moderna fylogenetiska analyser visar, och namnet är därför synonymt. Spinosauroidea definierades som en klad år 1998 av Paul Sereno som innehållande den sista gemensamma anfadern till Spinosaurus och Torvosaurus och alla dess ättlingar. Båda klader inkluderar kladen Spinosauridae. ICZN gäller att även rena kladnamn (som ännu inte har styrande organ) borde bytas ut om det har ett traditionellt taxon eller suffix och är synonym med högre stående taxa eller under nivån av superfamilj. I praktiken har denna rekommendation inte följts av alla paleontologer, särskilt Sereno, men idag anses Megalosauroidea vara det rätta namnet på gruppen.

## Klassificering
Paul Sereno (1998, 2005) använde Spinosauridae som en klad (och behöll det traditionella suffixet för superfamiljer) innehållande megalosauriderna och spinosauriderna. Medan Spinosauroidea har företräde för definition (Olshevsky 1995), finns det ännu inget officiellt organ reglerar kladnamn. Enligt ICZN:s regler för döpandet av taxa på familjenivå har namnet Megalosauroidea officiellt företräde då det används som en superfamilj, då det underförstått döpts av Thomas Huxley år 1869, och därför ersätter namnet Megalosauroidea automatiskt namnet Spinosauroidea. Denna regel har på håll blivit vida ignorerad i den paleontologiska litteraturen, inkluderat av Sereno 2005, vilken avvisar namnet Megalosauroidea på grund av att det var historiskt parafyletik (fast Sereno behåller andra historiska parafyletiska grupper så som Coelurosauria).
De familjer som klassificeras under Megalosauroidea är:
- Piatnitzkysauridae
- Spinosauridae
- Megalosauridae